# Aussos
Aussos (gaskognisch: Aussòs) ist eine französische Gemeinde mit 64 Einwohnern (Stand 1. Januar 2022) im Département Gers in der Region Okzitanien (bis 2015 Midi-Pyrénées); sie gehört zum Arrondissement Mirande und zum Gemeindeverband Val de Gers. Die Bewohner nennen sich Aussosois/Aussosoises.

## Geografie
Aussos liegt rund 25 Kilometer südöstlich von Mirande und 31 Kilometer südsüdöstlich von Auch ganz im Süden des Départements Gers. Die Gemeinde besteht aus Weilern, zahlreichen Streusiedlungen und Einzelgehöften. Die Gemeinde hat Anteil am Stausee Lac d’Astarac (auch Réservoir de l’Astarac genannt). Der Fluss Arrats und der Lac d’Astarac bilden streckenweise die westliche Gemeindegrenze.
Nachbargemeinden sind Sère im Norden, Monties im Nordosten und Osten, Cap d’Astarac im Südosten, Süden und Südwesten sowie Bézues-Bajon im Westen.

## Bevölkerungsentwicklung

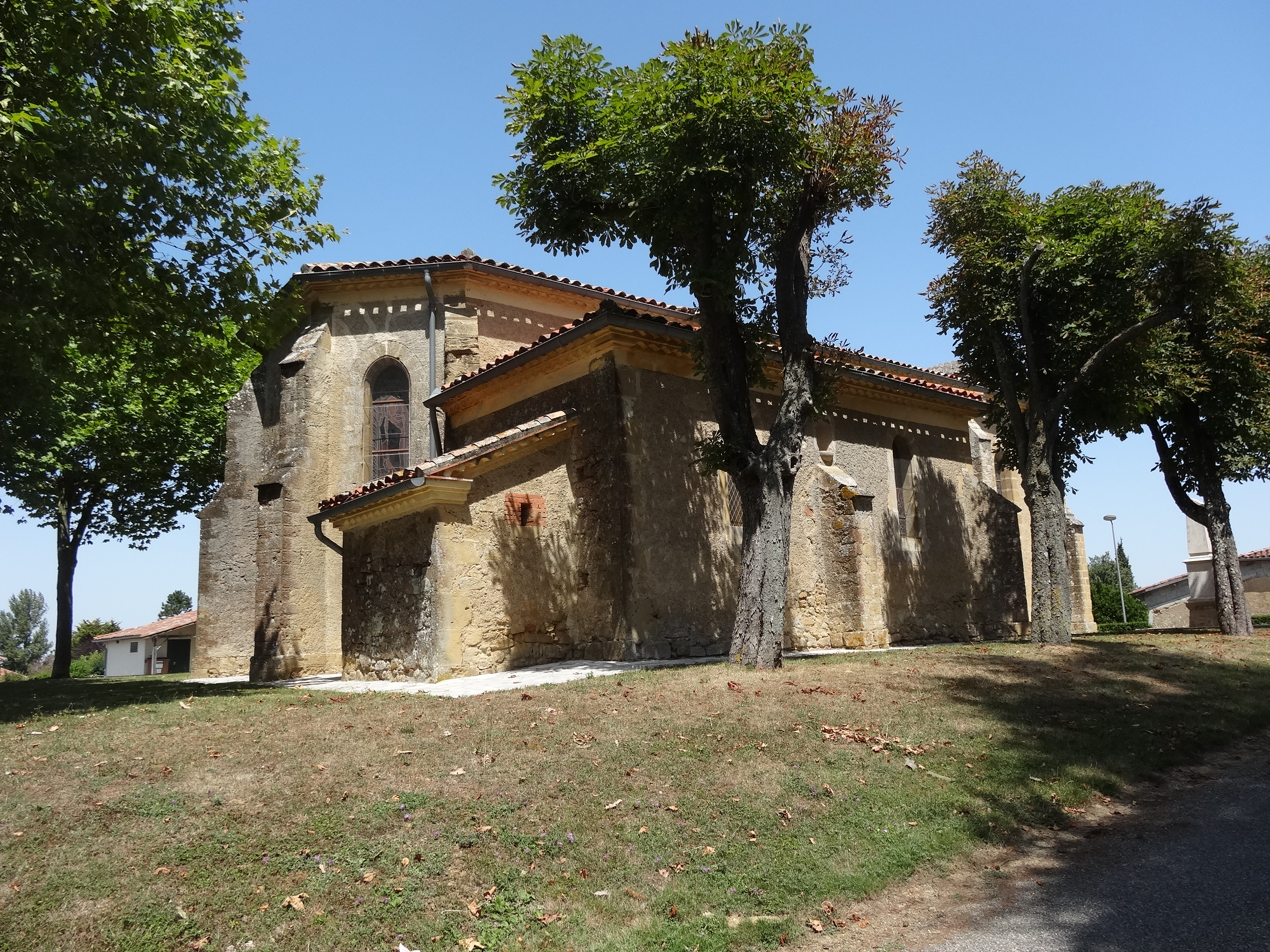
Kirche Saint-Gervais-Saint-Protais

| Jahr                       | 1793 | 1821 | 1962 | 1968 | 1975 | 1982 | 1990 | 2006 | 2017 |
| Einwohner                  | 203  | 184  | 113  | 114  | 89   | 70   | 73   | 59   | 81   |
| Quellen: Cassini und INSEE |      |      |      |      |      |      |      |      |      |